# Пейджтон (Західна Вірджинія)
Пейджтон (англ. Pageton) — переписна місцевість (CDP) в США, в окрузі Мак-Дауелл штату Західна Вірджинія. Населення — 174 особи (2020).

## Географія
Пейджтон розташований за координатами 37°21′46″ пн. ш. 81°27′47″ зх. д. / 37.36278° пн. ш. 81.46306° зх. д. (37.362729, -81.463128).  За даними Бюро перепису населення США в 2010 році переписна місцевість мала площу 3,17 км², з яких 3,11 км² — суходіл та 0,06 км² — водойми.

## Демографія
Згідно з переписом 2010 року, у переписній місцевості мешкало 187 осіб у 79 домогосподарствах у складі 53 родин. Густота населення становила 59 осіб/км².  Було 80 помешкань (25/км²).
Расовий склад населення:
| - 92,5 % — білих - 7,0 % — чорних або афроамериканців |

До двох чи більше рас належало 0,5 %. Частка іспаномовних становила 0,0 % від усіх жителів.
За віковим діапазоном населення розподілялося таким чином: 20,9 % — особи молодші 18 років, 59,8 % — особи у віці 18—64 років, 19,3 % — особи у віці 65 років та старші. Медіана віку мешканця становила 50,8 року. На 100 осіб жіночої статі у переписній місцевості припадало 107,8 чоловіків;  на 100 жінок у віці від 18 років та старших — 92,2 чоловіків також старших 18 років.
За межею бідності перебувало 61,4 % осіб, у тому числі 100,0 % дітей у віці до 18 років та 59,0 % осіб у віці 65 років та старших.
Цивільне працевлаштоване населення становило 14 особи. Основні галузі зайнятості: освіта, охорона здоров'я та соціальна допомога — 100,0 %.